# Tomáš Gavlák
Tomáš Gavlák (* 15. září 1985 Čadca) je slovenský fotbalový útočník.

## Hráčská kariéra

### Úspěchy
V sezoně 2012/13 se stal v dresu Třince s 21 brankou nejlepším střelcem Moravskoslezské fotbalové ligy. Je zatím jediným zahraničním hráčem, kterému se to podařilo – od 1993/94 (první dva ročníky MSFL se hrály ještě v rámci Československa), platné před začátkem sezony 2019/20.

### Klubová kariéra
Začínal v Čadci, v dorosteneckém věku hostoval v Žilině, pak se vrátil zpět do Čadce.
Na jaře 2008 hostoval ve Zlíně, kde nastupoval za B-mužstvo v MSFL. V sobotu 10. května 2008 si v dresu Zlína odbyl debut v nejvyšší soutěži ČR na hřišti Mostu (výhra 1:0).
V Moravskoslezské fotbalové lize hrál za B-mužstvo Zlína a FK Fotbal Třinec. Ve 37 startech zaznamenal 21 branku (všechny za Třinec).
Od sezony 2015/16 je hráčem slovenského klubu FK Slávia Staškov.

### Ligová bilance
| Ročník                              | Zápasy | Góly | Minuty | Klub                |
| ----------------------------------- | ------ | ---- | ------ | ------------------- |
| MSFL 2007/08                        | 8      | 0    | 539    | FC Tescoma Zlín „B“ |
| I. liga 2007/08                     | 1      | 0    | 1      | FC Tescoma Zlín     |
| II. liga 2011/12                    | 28     | 4    | 1 154  | FK Fotbal Třinec    |
| MSFL 2012/13                        | 29     | 21   | 2 477  | FK Fotbal Třinec    |
| II. liga 2013/14                    | 24     | 2    | 1 140  | FK Fotbal Třinec    |
| II. liga 2014/15                    | 1      | 0    | 6      | MFK Frýdek-Místek   |
| II. liga 2014/15                    | 7      | 4    | 388    | FK Fotbal Třinec    |
| CELKEM I. LIGA (2008)               | 1      | 0    | 1      |                     |
| CELKEM II. LIGA (2011–2014)         | 60     | 10   | 2 688  |                     |
| CELKEM III. LIGA – MSFL (2008–2013) | 37     | 21   | 3 016  |                     |